# Якунин, Анатолий Иванович
Анато́лий Ива́нович Яку́нин (род. 11 февраля 1964, село Кривцово-Плота, Орловская область) — российский государственный деятель, генерал-лейтенант внутренней службы (2020; генерал-лейтенант полиции 2013). Заместитель директора Федеральной службы исполнения наказаний (3 апреля 2020 — 28 декабря 2021). Начальник Главного управления МВД России по городу Москве (2012—2016). Начальник Оперативного управления МВД России (2016—2019).

## Биография
Родился 11 февраля 1964 года в селе Кривцово-Плота Должанского района Орловской области. После прохождения срочной службы в пограничных войсках начал службу участковым инспектором в Должанском районном отделе внутренних дел.
Как вспоминал сам Анатолий Якунин, отвечая в 2013 году на вопросы юных читателей газеты «Metro Москва», первого преступника он задержал в 1985 году, на третьем месяце своей работы в органах внутренних дел, когда с напарником патрулировал улицу на автомобиле и после длительной погони за подозрительным грузовиком задержал водителя, в кузове грузовика которого были обнаружены 5 тонн зерна, похищенного с элеватора.
В дальнейшем продолжил службу в Орловской области, последовательно занимая должности начальника отдела внутренних дел, начальника управления по борьбе с организованной преступностью и первого заместителя начальника УВД — начальника криминальной милиции УВД по Орловской области. В 2008 году перешёл на службу в Воронежскую область, где служил в должности первого заместителя начальника — начальника криминальной милиции ГУВД по Воронежской области.
Указом Президента Российской Федерации № 1260 от 10 ноября 2009 года Анатолию Якунину присвоено звание генерал-майор милиции.
В июне 2010 года возглавил УМВД России по Новгородской области. За два года его службы на этой должности был проведён целый ряд успешных мероприятий — деятельность Якунина на этом посту положительно характеризовалась как представителями исполнительной власти региона, так и простыми гражданами. После переаттестации, проведённой в рамках реформы органов внутренних дел, Якунину было присвоено специальное звание генерал-майор полиции.
2 июня 2012 года назначен начальником Главного управления МВД России по г. Москве.
Комментируя возбуждение уголовных дел в отношении певца Витаса в июне 2013 года (согласно сообщению РИА «Новости»: за рулем внедорожника «Infiniti» сбил девушку на велосипеде, угрожал свидетелям, сопротивлялся правоохранителям), Якунин заявил, что «перед законом все должны быть равны», и тогда «всем будет в нашей стране хорошо жить».
23 сентября 2016 года освобождён от должности начальника Главного управления Министерства внутренних дел Российской Федерации по г. Москве и назначен начальником Оперативного управления Министерства внутренних дел Российской Федерации, его начальником стал генерал Аркадий Гостев.
В мае 2019 года покинул должность начальника Оперативного управления МВД России, в ноябре этого же года стал помощником директора Федеральной службы исполнения наказаний. 3 августа 2020 года назначен на должность заместителя директора Федеральной службы исполнения наказаний. Указом Президента Российской Федерации от 3 августа 2020 года № 489 Якунину также было присвоено специальное звание «генерал-лейтенант внутренней службы». 28 декабря 2021 года указом президента России Владимира Путина был освобождён от занимаемой должности.
Женат, имеет дочь Екатерину.

## Доходы и имущество
Журналисты The New Times выяснили, что Якунину принадлежит особняк, строящийся в подмосковном коттеджном поселке «Вешки», в двух километрах от Москвы, давно облюбованном высокопоставленными чиновниками, в основном — из силовых ведомств. Как рассказали корреспондентам The New Times строители, стоимость строительства составляет приблизительно 500 тысяч долларов, не считая стоимости земли. Согласно выписке из Росреестра, участок земли, где строится коттедж Якунина, первоначально предназначался для «размещения объекта бытового обслуживания».
Согласно декларации о доходах за 2015 год, Якунин за отчетный период заработал 2,2 млн рублей. При этом его супруга Ирина, работающая начальником Управления департамента социального развития и корпоративной культуры в НК «Роснефть», за год получила 9,7 млн рублей. Но даже этого не должно было хватить на строительство нового коттеджа стоимостью 32 млн рублей. В собственности у семьи также находится квартира в Москве (142 м²), автомобиль УАЗ «Хантер», мотоцикл BMW К 1600 GTL (стоимостью около 2 млн рублей) и взятый в аренду земельный участок в «Вешках» общей площадью 20 соток.

## Обвинения в коррупции
22 февраля 2016 года стритрейсер Эрик Давидыч (Эрик Китуашвили) в суде заявил, что некоторые руководящие работники дали взятку в особо крупном размере за назначение на занимаемые должности. В ответ три руководящих работника (в том числе Якунин) подали к Китуашвили гражданский иск о защите чести и достоинства (он был удовлетворен судом), а позднее против активиста возбудили уголовное дело за клевету в отношении этих лиц.

## Награды
- Медаль «За отличие в охране общественного порядка»
- Знак отличия «Почётный работник МВД»
- Знак отличия Новгородской области «За заслуги перед Новгородской областью»[20]

## Отзывы
- На торжественном мероприятии, посвящённом чествованию Анатолия Ивановича в связи с его повышением, Губернатор Новгородской области Сергей Митин так охарактеризовал Якунина:

Мне хочется сказать очень тёплые слова об этом человеке, как о руководителе и коллеге, который два года проработал вместе с нами. В непростое время возглавил органы внутренних дел Новгородской области Анатолий Иванович Якунин. Я помню те дни, когда Анатолий Иванович пришёл ко мне и принёс целый альбом фотографий районных отделов внутренних дел. Это были развалины, на которые смотреть было стыдно и мне как руководителю и, думаю, любому человеку, современному человеку нашей страны. Этот альбом мы показывали даже Министру внутренних дел. И вот сегодня можно говорить о том, что по истечении двух лет 12 новых отделов внутренних дел построены и реконструированы.— Пресс-служба администрации Новгородской области